# Монастираки (станция метро)
«Монастира́ки» (греч. Μοναστηράκι) — пересадочный узел Афинского метрополитена, состоящий из двух одноимённых станций на линиях 1 и 3.

## Расположение
Южный вестибюль станции находится на площади Монастираки в одноимённом районе Афин, у пересечения улиц Эрму и Афинас. В непосредственной близости от площади находятся памятники римской эпохи — Форум, Библиотека Адриана и Башня Ветров, а в 500 метрах от площади — Афинский Акрополь, к которому можно пройти через исторический район Плака.
Кроме того, имеется северный выход на улицу Афинас в сторону центрального рынка.
Расстояние от конечной станции метро «Пирей» — 9069 метров.

## История
Первая станция этого узла открыта 17 мая 1896 года в составе нового участка Афино-Пирейской железной дороги от станции Тиссио до станции Омония. В 1904 году линия была электрифицирована. К концу XX века стало понятно, что городу нужны дополнительные линии метро, и началось их проектирование, но из-за нестабильности грунтов и обилия археологических ценностей в зоне строительства запуск несколько раз переносился. Наконец, 22 апреля 2003 года линия 3 была запущена, и узел Монастираки обрел свой нынешний вид.
На участке линии 3 выставлены найденные в ходе строительных работ остатки тоннеля, по которому в античное время в центре города текла река Эридан.

## Станция линии 1
Станция расположена на границе подземного и наземного участков линии 1. Со стороны Пирея подходит наземный участок, сама станция находится в выемке, а дальше к северу линия уходит в тоннель.
Станция необычна тем, что находится в кривой. Расположение платформ — боковое.
| Предыдущая станция | Линия   | Следующая станция |
| Тиссио             | Линия 1 | Омония            |

## Станция линии 3
Подземная станция с боковым расположением платформ.
| Предыдущая станция | Линия   | Следующая станция |
| Керамикос          | Линия 3 | Синтагма          |

## Галерея

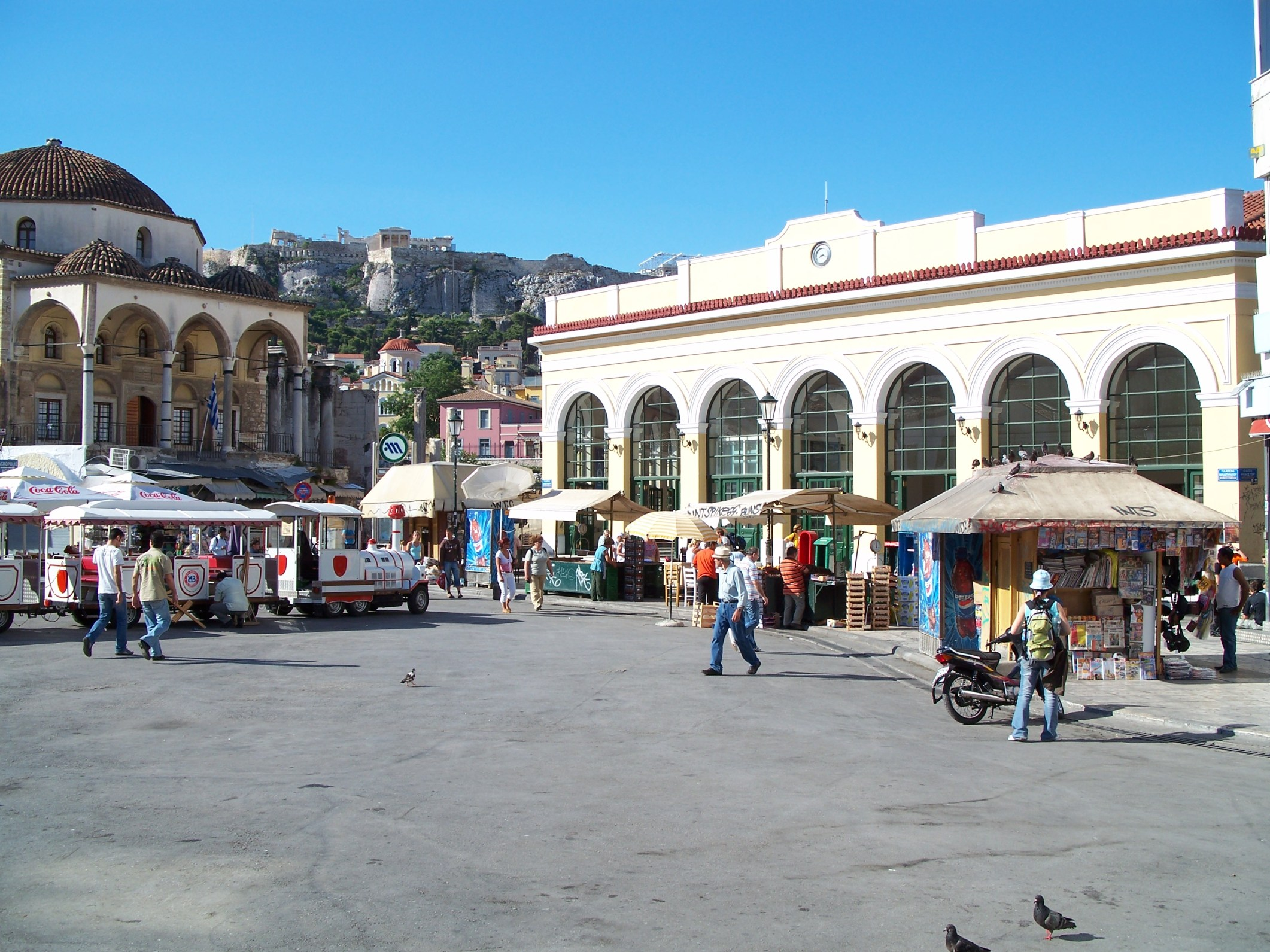
Площадь Монастираки и вход в метро
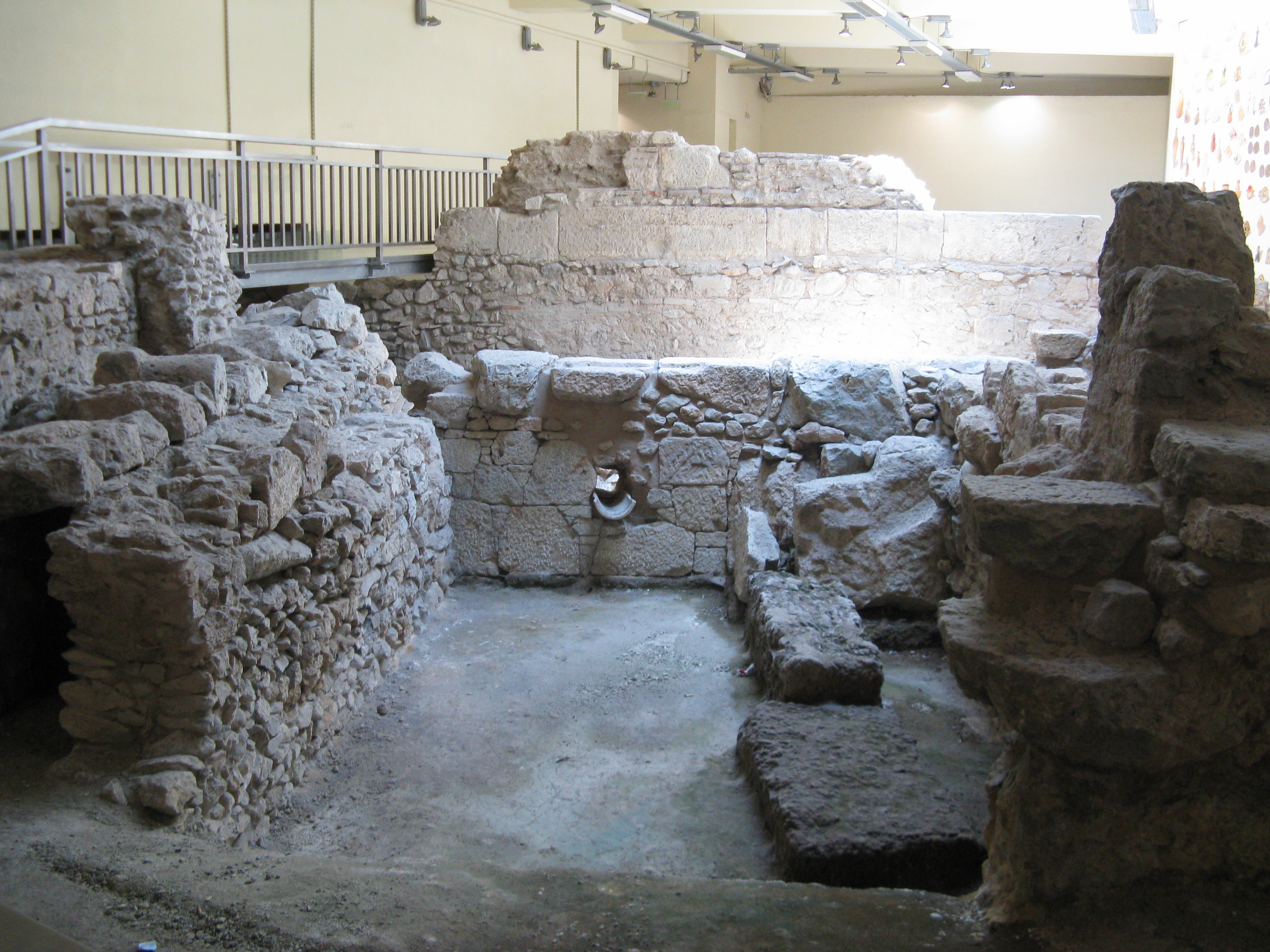
Археологические раскопки на станции